# Diarmait mac Áedo Sláine
Diarmait (... – 665) figlio di Áed Sláine, secondo gli Annali irlandesi fu re supremo d'Irlanda.

## Figli di Áed Sláine

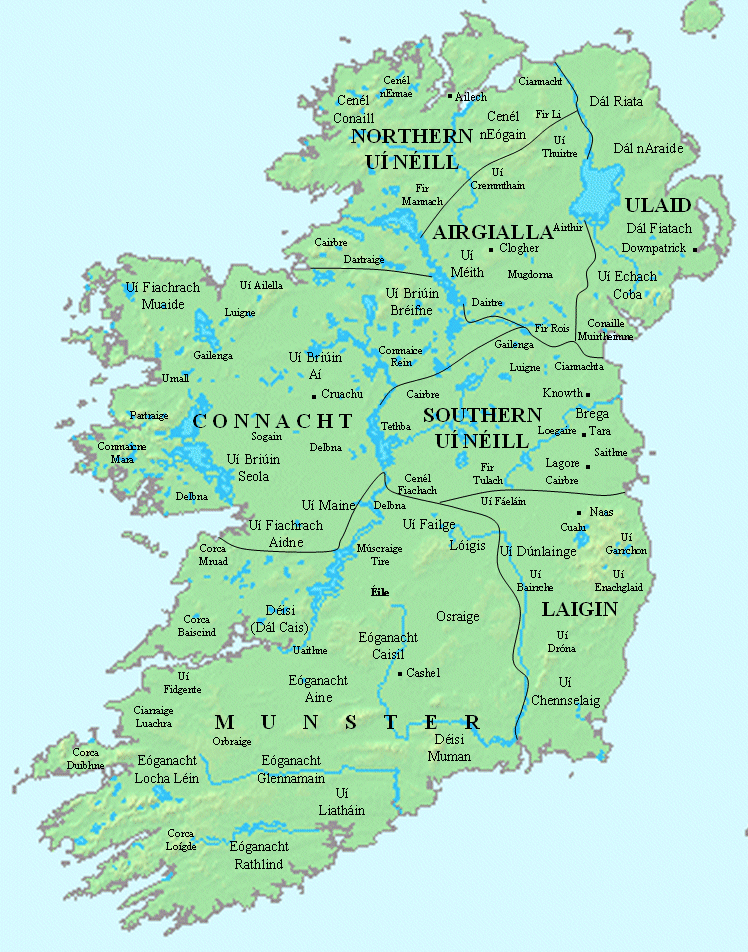
Popoli e regni dell'Irlanda altomedioevale.

Il padre di Diarmait, Áed Sláine, era figlio di Diarmait mac Cerbaill, progenitore dei rami meridionali degli Uí Néill del sud che dominarono l'Irlanda dal tardo VI secolo fino all'ascesa al potere di Brian Boru nel X secolo. I discendenti di Áed Sláine erano conosciuti come Síl nÁedo Sláine. Tranne forse Óengus mac Colmáin, tutti i sovrani Uí Néill discendevano da Diarmait mac Cerbaill attraverso i Síl nÁedo Sláine fino alla morte di Cináed mac Írgalaig nel 728. I Síl nÁedo Sláine erano re di Brega e della Collina di Tara, dove venivano incoronati i sovrani supremi irlandesi. Da Diarmait discendevano anche il Clan Cholmáin (o Clan Cholmáin Már) che discendeva da Colmán Már e che rimpiazzò i Síl nÁedo Sláine come gruppo dominante degli Uí Néill del sud dalla metà dell'VIII secolo, e il meno importante Caílle Follamain (o Clan Cholmáin Bicc), che discendeva da Colmán Beg.
Áed Sláine sarebbe stato re supremo insieme a Colmán Rímid dei Cenél nEógain del nord, ramo degli Uí Néill, dopo la morte di Áed mac Ainmuirech. Áed Sláine morì attorno al 604, morte che secondo la tradizione era stata profetizzata da San Columba. Tra i figli di Áed, oltre a Diarmait, sono ricordati: Blathmac (morto nel 665), Congal (morto nel 634), Ailill (morto nel 634) e Dúnchad (morto nel 659).

## Domnall mac Áedo e Congal Cáech
Diarmait era uno dei figli minori di Áed Sláine. Secondo le liste di re, il potere a Brega fu tenuto da Congal e poi da Ailill, che furono entrambi uccisi da Conall Guthbinn mac Suibni del Clan Cholmáin nel 634. A questo punto sul trono di Brega salirono Diarmait e il fratello Blathmac. Nel 635 Diarmait uccise Conall Guthbinn mac Suibni "nella casa del figlio di Nad-Fraích" secondo gli Annali dell'Ulster. Nello stesso anno Diarmait sconfisse il Clan Cholmáin Bicc nella battaglia di Cúil Caeláin, dove fu ucciso Máel Umai, figlio di Óengus mac Colmáin.
Sembra che a quel tempo il titolo di sovrano supremo irlandese fosse conteso tra Domnall mac Áedo dei Cenél Conaill del nord, ramo degli Uí Néill, e il re dei Cruithne Congal Cáech. Diarmait e Blathmac erano alleati di Domnall, al cui fianco combatterono nella battaglia di Mag Rath, dove Congal fu ucciso.

## Re supremo
Gli annalisti irlandesi appaiono incerti sulla successione a Domnall mac Áedo (morto nel 642). Gli Annali dell'Ulster affermano che "non si sa con certezza chi regnò dopo Domnall. Alcuni storici sostengono che quattro sovrani, Cellach, Conall Cóel e due figli di Aed Sláine figlio di Diarmait figlio di Fergus Cerrbél figlio di Conall di Cremthann figlio di Niall Noígiallach, Diarmait e Blathmac, regnarono mescolandosi".
Secondo la lista di re supremi Baile Chuind Chétchathaig, compilata nel tardo VII secolo durante il regno del nipote di DiarmaitFínsnechta Fledach, figlio di Dúnchad, a Domnall mac Áedo successero Diarmait e Blathmac. Il Baile Chuind omette diversi sovrani, tra cui Áed Sláine. In alcuni casi potrebbe trattarsi di errori di trascrizione, mentre in altri casi sembrerebbe trattarsi di omissioni volute. Questa è un'opera di propaganda dinastica che ha come scopo quello di dimostrare che i Síl nÁedo Sláine erano la legittima dinastia di re supremi irlandesi. Perciò la sua attendibilità resta dubbia.
Nel 649 Diarmai sconfisse Guaire Aidne mac Colmáin, re del Connacht, nella battaglia di Carn Conaill. Secondo il Cath Cairnd Chonaill il re del Munster era presente allo scontro come alleato di Guaire, anche se non ci sono prove di ciò. Nel 654 Diarmait uccise Conall Cóel, mentre Cellach morì nel 658.
Una peste che scoppiò in Irlande Nel 664 in Irlanda scoppiò una pestilenza detta buide Chonaill. Secondo gli Diarmait e Blathmac morirono a causa dell'epidemia nel 665. Secondo le liste dei re gli successe il figlio di Blathmac, Sechnassach, che regnò forse insieme a un altro figlio di Blathmac, Cenn Fáelad.

## Discendenza
Discendenti di Diarmait formarono il ramo Uí Chernaig dei Síl nÁedo Sláine, che presero questo nome dal figlio di Diarmait, Cernach. Il centro della loro sfera di potere e di influenza era nell'area attorno Loch Gabhair, nell'odierna contea di Meath. Solo pochi tra i discendenti di Diarmait ebbero un ruolo importante nella storia irlandese. Suo nipote Conall mac Cernaig, detto Conall Grant, fu un'importante figura degli anni Dieci dell'VIII secolo. Suo pronipote Fogartach mac Néill sarà invece sovrano supremo d'Irlanda.